# Rope (obra de teatre)
Rope és una obra de teatre britànica de Patrick Hamilton de 1929. En termes formals, és una obra ben feta amb una estructura dramàtica de tres actes que s'adhereix a les unitats clàssiques. La seva acció és contínua, puntuada només per la caiguda del teló al final de cada acte. També es pot considerar un thriller.Samuel French va publicar l'obra el 1929.

## Trama i configuració
L'obra està ubicada al primer pis d'una casa de Mayfair, Londres, el 1929. La història, que es pensa que es basa en el cas d'assassinat Leopold i Loeb el 1924, tracta de dos joves universitaris, Wyndham Brandon i Charles Granillo (a qui Brandon anomena "Granno"), que han assassinat el company estudiant Ronald Kentley com a expressió de la seva suposada superioritat intel·lectual. Al començament de l'obra, amaguen el cos de Kentley en un cofre. Procedeixen a organitzar una festa per als seus amics i familiars en què s'utilitza el cofre tancat que conté el seu cadàver per servir un bufet. Entre els convidats hi ha sospita pel contingut del cofre. Després de la festa, un convidat, un professor dels assassins, torna i procura obrir el cofre. Es mostra trastornat i avergonyit perquè han actuat com a resposta a llurs pròpies declaracions d'amoralitat. L'obra finalitza amb aquesta qüestió sense resoldre.

## Història de la producció
Rope fou representada per primer cop per The Repertory Players el diumenge a la nit al Strand Theatre de Londres el 3 de març de 1929. El mes següent, l'obra es va representar l'Ambassadors Theatre del West End el 25 d'abril de 1929. La producció va durar sis mesos. Retitulada Rope's End, la primera producció de Broadway es va representar al John Golden Theatre (aleshores anomenat Theatre Masque) el 13 de setembre de 1929. El 16 de desembre de 2009 es va representar novament Rope a l'Almeida Theatre a Londres un una producció dirigida per Roger Michell.

### Les produccions de Londres el 1929

#### Strand Theatre
- Wyndham Brandon - Sebastian Shaw
- Charles Granillo - Anthony Ireland
- Sabot - Frederick Burtwell
- Kenneth Raglan - Hugh Dempster
- Leila Arden - Betty Schuster
- Sir Johnstone Kentley - Daniel Roe
- Mrs Debenham - Ruth Taylor
- Rupert Cadell - Robert Holmes

#### Ambassadors' Theatre
- Wyndham Brandon - Brian Aherne
- Charles Granillo - Anthony Ireland
- Sabot - Stafford Hilliard
- Kenneth Raglan - Patrick Waddington
- Leila Arden - Lilian Oldland
- Sir Johnstone Kentley - Paul Gill
- Mrs Debenham - Alix Frizell
- Rupert Cadell - Ernest Milton

Dirigida per Reginald Denham.

### La producció de Broadway el 1929
- Charles Granillo - Ivan Brandt
- Leila Arden - Margaret Delamere
- Kenneth Raglan - Hugh Dempster
- Sir Johnstone Kentley - Samuels Lysons
- Rupert Cadell - Ernest Milton
- Mrs. Debenham - Nora Nicholson
- Wyndham Brandon - Sebastian Shaw
- Sabot - John Trevor

Dirigida per Reginald Denham

## Adaptacions a cinema i televisió
L'obra es va emetre per primera vegada en televisió experimental en directe per la BBC, el 8 de març de 1939. Va ser adaptada per Hamilton, produïda per Dallas Bower, i va utilitzar preses llargues. El director Alfred Hitchcock va dir després que va veure (o va parlar) del les preses llargues d'aquesta producció televisiva i es va inspirar per intentar una versió de llargmetratge. Una altra versió es va emetre a la xarxa comercial britànica ITV el 1957. En diferents papers, Dennis Price apareixia en les dues versions. La versió es va crear per a televisió australiana el 1959 i es va publicar com a part de la sèrie Shell Presents. Una versió diferent fou emesa per la televisió australiana el 1957.
En la versió cinematogràfica de Alfred Hitchcock de 1948, La soga, Hitchcock, Hume Cronyn, i Arthur Laurents van fer alguns canvis en la peça teatral original. El muntatge es trasllada a Nova York als anys quaranta i es canvien els noms de tots els personatges, a excepció de Rupert Cadell. La tranquila Sra Debenham esdevé l'alegre Sra Atwater. La víctima de l'assassinat és rebatejada com a David Kentley. En l'obra original, Rupert Cadell és un veterà de la Primera Guerra Mundial de 29 anys que camina amb un bastó. Va ser professor de Brandon i Granillo quan eren a l'escola. A la pel·lícula, Cadell és representat per James Stewart, que aleshores tenia quaranta anys. En aquesta versió, Cadell havia estat professor de Brandon Shaw, Philip Morgan, Kenneth Lawrence i David Kentley, i actualment era editor. La de Hitchcock és l'única versió en llargmetratge de l'obra fins ara.
El 1983, Rope fou dramatitzada a la BBC Radio 4 Drama per Saturday Night Theatre, amb Alan Rickman com a Cadell.